# Висока (Стшелецький повіт)
Висока (пол. Wysoka, нім. Wyssoka, 1933-45: Hohenkirch) — село в Польщі, у гміні Лесьниця Стшелецького повіту Опольського воєводства.
Населення — 359 осіб (2011).
У 1975-1998 роках село належало до Опольського воєводства.

## Демографія
Демографічна структура станом на 31 березня 2011 року:
|          | Загалом | Допрацездатний вік | Працездатний вік | Постпрацездатний вік |
| -------- | ------- | ------------------ | ---------------- | -------------------- |
| Чоловіки | 175     | 31                 | 125              | 19                   |
| Жінки    | 184     | 27                 | 120              | 37                   |
| Разом    | 359     | 58                 | 245              | 56                   |